# ハノーファーLRT

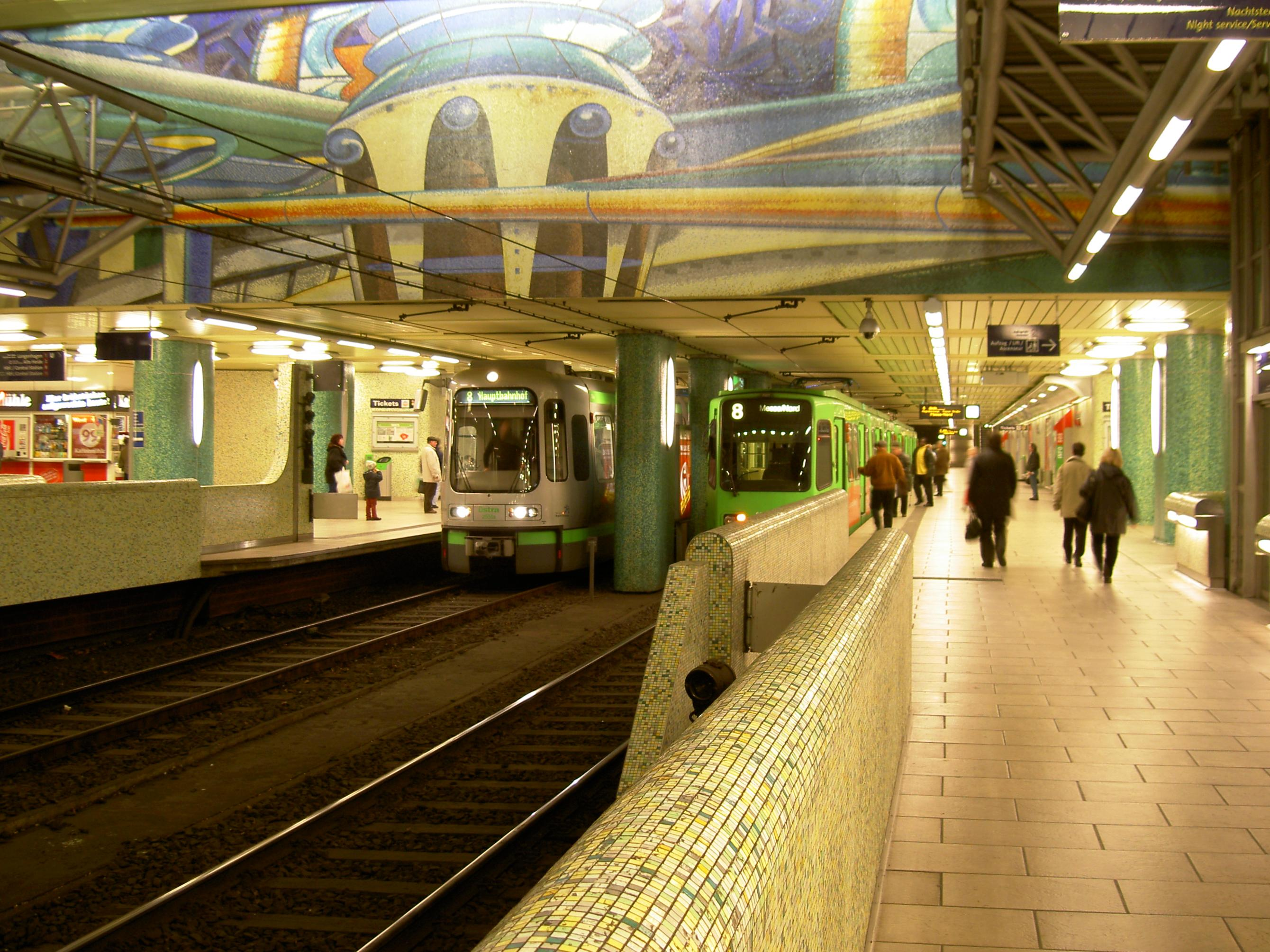
Kröpcke駅

ハノーファーLRT（Stadtbahn Hannover）はドイツ・ハノーファーで運行されているライトレール（ドイツではStadtbahn（シュタットバーン）と呼ばれる）。全部で15路線。

## 概要
既に19世紀末には、電化の路面電車網が整っていた。しかし、第二次世界大戦後にさらなる輸送網の拡充が必要になり、1965年の議会において、地下路線を開削して地上の路面電車網と接続することが決定された。1967年より建設が着工され、1976年より運行が開始された。ハノーファーの都市交通は路面電車、バス、鉄道を含め、大ハノーファー運輸連合の管理下にあり、その内バスとシュタットバーンは"Üstra(ユストラ)"という、市の管理する企業が運営を行っている。
ハノーファー中央駅の近く（Kröpcke駅）を中心として、放射状に郊外へと路線が延びている。全部で15路線だが、中心部ではAからDのアルファベットで4系統に区分され、郊外では目的地別に細分化されている。全て高床式車両で運行されている。イギリス人工業デザイナーのジャスパー・モリソンが手がけた、1997年に登場した新型車両のデザインや、沿線に1800台分を有するパーク&ライドやバリアフリー対応の施設等、総合的な利便性の高さといった総合的なクオリティの高さが評価されている。